# Gan Kim Yong

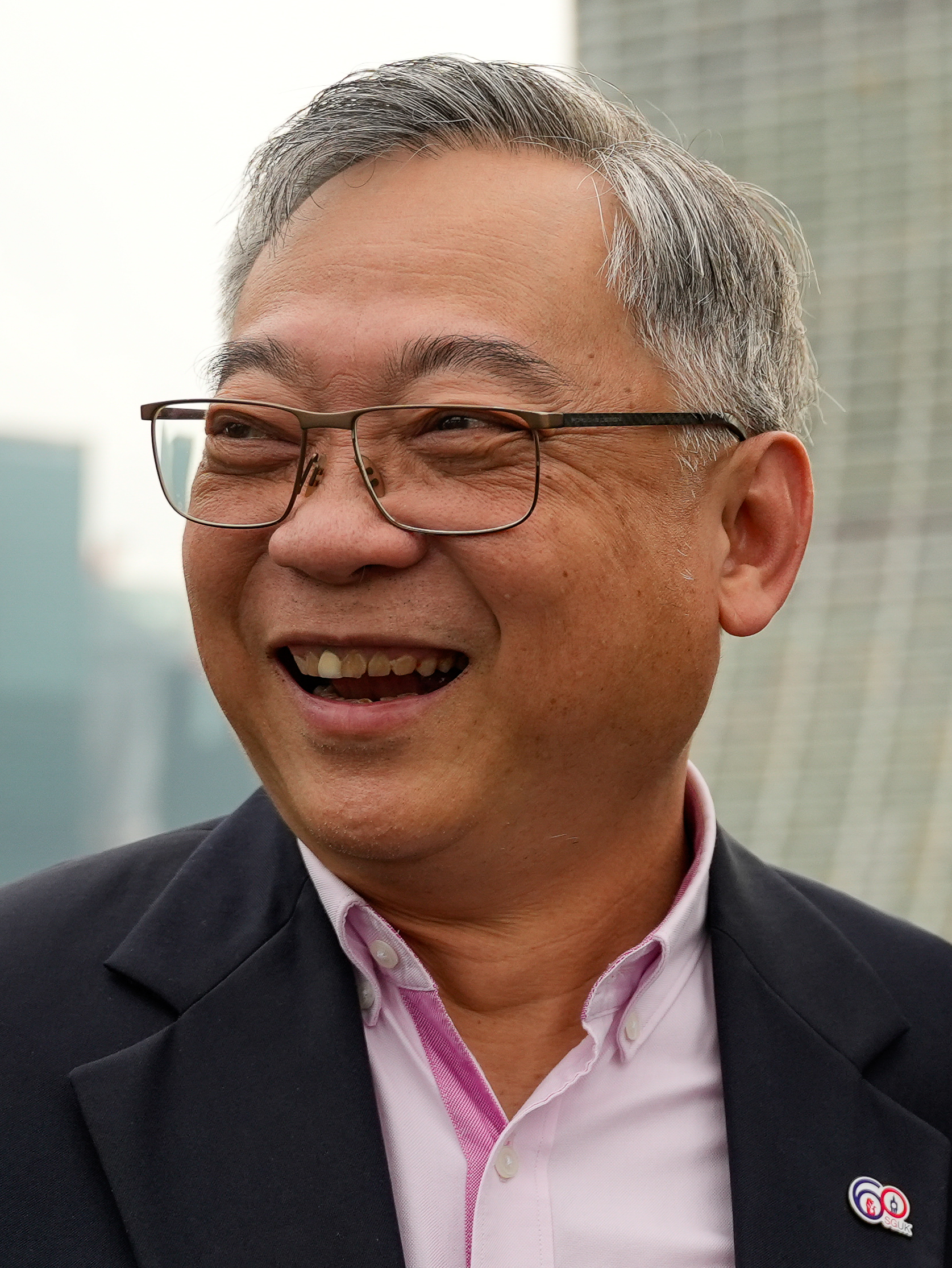
Gan Kim Yong (2025)

Gan Kim Yong (* 9. Februar 1959) ist ein Politiker der People’s Action Party (PAP) aus Singapur, der nach 2018 Vorsitzender der PAP war.

## Karriere
Gan begann seine Karriere im öffentlichen Dienst von Singapur beim Ministerium für Handel und Industrie und beim Innenministerium. 1989 verließ er den öffentlichen Dienst und wechselte zu NatSteel Ltd. 1996 wurde er zum Executive Vice President von NatSteel und zum Chief Executive Officer (CEO) von NatSteel Resorts International und NatSteel Properties ernannt. 2005 wurde er Präsident und CEO von NatSteel.
Gan Kim Yong stellte sich erstmals 2001 bei Holland-Bukit Panjang GRC zur Wahl. Die Partei gewann einen Walkover. 2006 wechselte Gan Kim Yong zu Choa Chu Kang und ersetzte Low Seow Chay.
Gan Kim Yong wurde 2008 amtierender und 2009 ordentlicher Arbeitsminister. Seit dem 21. Mai 2011 war Gan Kim Yong Gesundheitsminister. Zur gleichen Zeit wurde der Wahlkreis zusammen mit Low Yen Ling, Zaqy Mohamad, Alex Yam Ziming und Alvin Yeo in den GRC namens Chua Chu Kang GRC aufgenommen.
Gan Kim Yong wurde später vom Generaldirektor der Weltgesundheitsorganisation (WHO) Tedros Adhanom Ghebreyesus für 2018–2019 zum unabhängigen Hochkommissar für nicht übertragbare Krankheiten ernannt.
Am 28. Januar 2019 veröffentlichte Mikhy K Farrera Brochez vertrauliche Informationen wie Namen, Identifikationsnummern, Telefonnummern, Adressen und HIV-Testergebnisse von 12.400 HIV-positiven Personen online, nachdem sein Freund und ehemaliger Mitarbeiter des Gesundheitsministeriums, Ler Teck Siang, die Informationen entgegen der Sicherheitsrichtlinien auf einen privaten USB-Stick geladen hatte. Gan erklärte, dass die Information über den Leak nicht früher bekannt gegeben wurde, um die Patienten zu schützen.
Gan Kim Yong und Lawrence Wong leiteten ab 27. Januar 2020 gemeinsam die Maßnahmen gegen die COVID-19-Pandemie in Singapur.

## Bildung
Gan Kim Yong wurde an der Catholic High School und am National Junior College ausgebildet, bevor er an die University of Cambridge ging, wo er 1981 einen Abschluss machte, vor dem Erwerb des Master-Abschlusses im Jahr 1985.